# 론 서바이버: 아미 오브 원
《론 서바이버: 아미 오브 원》(영어: Army of One)는 2020년 공개된 미국의 액션 영화이다.

## 출연

### 주연
- 엘렌 홀맨 - 브레너 역

### 조연
- 맷 패스모어 - 딜런 역
- 스티븐 던레비 - 행크 역
- 개리 캐스퍼 - 버치 역
- 켄드라 카렐리 - 에밀리 역
- 제럴딘 싱어 - 마마 역
- 데비 쉐리단 - 코니 역
- 듀크 잭슨 - 클리터스 역

## 기타
- 수입사 :  씨네마블랙